# Brachyscome
Brachyscome es un género de plantas con flores perteneciente a la familia de las asteráceas. Comprende 135 especies descritas y de estas, solo 76 aceptadas.
Se encuentran en Australia, Nueva Zelanda y Nueva Guinea.
La especie más conocida en la floricultura es Brachyscome iberidifolia, en el río Swan Daisy. 

## Taxonomía
El género fue descrito por Nicholas Edward Brown y publicado en Journal of Botany, British and Foreign 66: 141. 1928. La especie tipo es: Dicrocaulon pearsonii N.E. Br. 
Etimología
Brachyscome: nombre genérico que deriva de las palabras griegas: brakhys que significa cortos; kome = "una cabeza peluda", aludiendo al relativamente corto vilano.

## Especies aceptadas

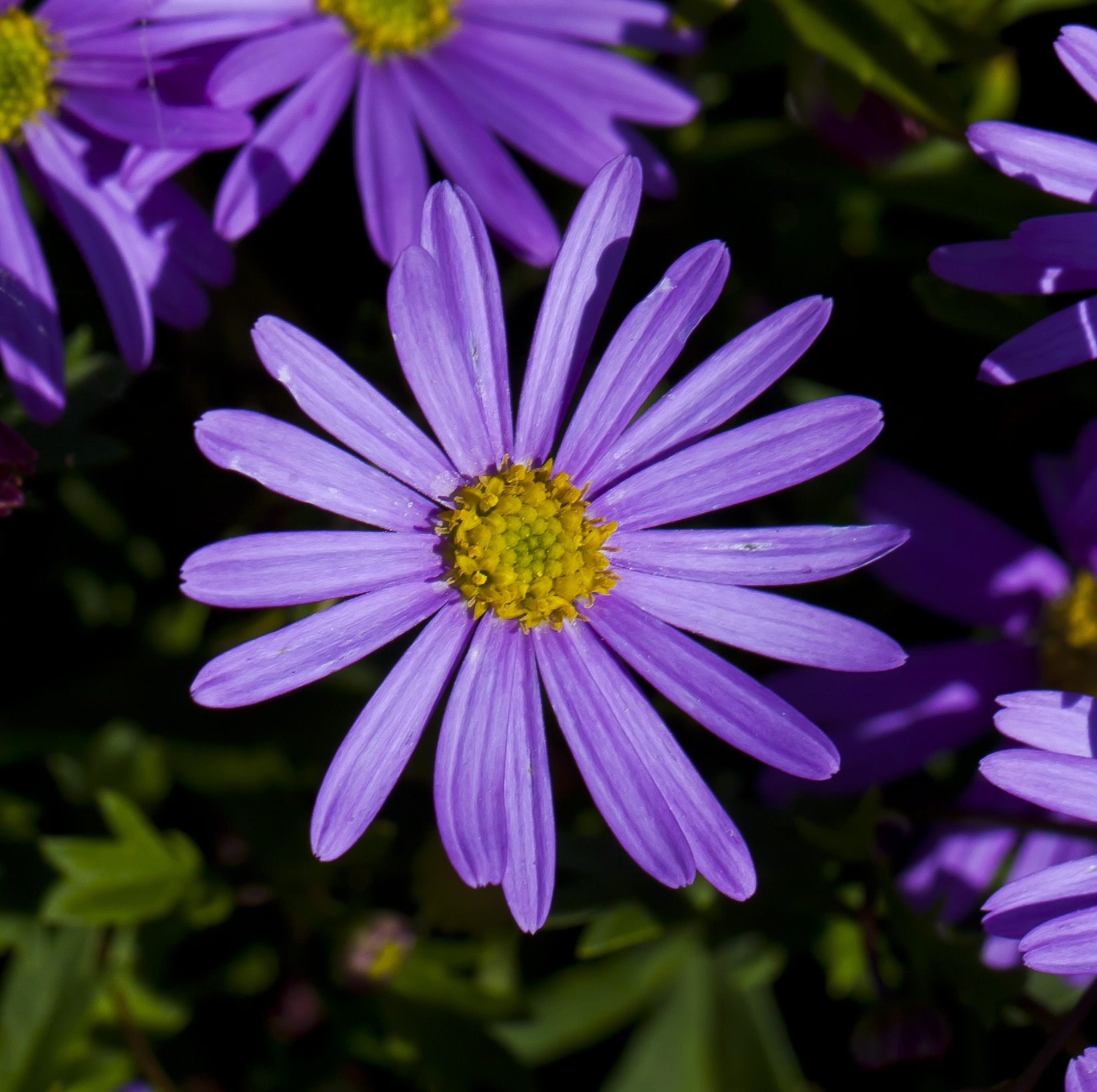
Ejemplar de Brachyscome multifida.

- Brachyscome aculeata (Labill.) Less. –[6]
- Brachyscome angustifolia A.Cunn. ex DC.
- Brachyscome ascendens G.L.R.Davis
- Brachyscome basaltica F.Muell.
- Brachyscome bellidioides Steetz
- Brachyscome blackii G.L.R.Davis
- Brachyscome breviscapis C.R.Carter
- Brachyscome campylocarpa J.M.Black
- Brachyscome cardiocarpa – Swamp Daisy
- Brachyscome cheilocarpa F.Muell.
- Brachyscome chrysoglossa F.Muell.
- Brachyscome ciliaris (Labill.) Less.
- Brachyscome ciliocarpa W.Fitzg.
- Brachyscome cuneifolia Tate
- Brachyscome curvicarpa G.L.R.Davis
- Brachyscome debilis Sond.
- Brachyscome decipiens Hook.f.
- Brachyscome dentata Gaudich.
- Brachyscome dichromosomatica C.R.Carter
- Brachyscome dissectifolia G.L.R.Davis
- Brachyscome diversifolia (Graham ex Hook.) Fisch. & C.A.Mey.
- Brachyscome exilis Sond.
- Brachyscome eyrensis J.H.Willis ex G.L.R.Davis
- Brachyscome formosa P.S.Short
- Brachyscome glandulosa (Steetz) Benth.
- Brachyscome goniocarpa Sond. & F. Muell.
- Brachyscome gracilis G.L.R.Davis
- Brachyscome graminea (Labill.) F.Muell.
- Brachyscome halophila P.S.Short
- Brachyscome iberidifolia Benth.
- Brachyscome latisquamea F.Muell.
- Brachyscome leptocarpa F.Muell.
- Brachyscome lineariloba (DC.) Druce
- Brachyscome melanocarpa Sond. & F. Muell.
- Brachyscome microcarpa F.Muell.
- Brachyscome muelleri Sond.
- Brachyscome muelleroides G.L.R.Davis
- Brachyscome multifida DC.
- Brachyscome nivalis F.Muell.
- Brachyscome nodosa P.S.Short & Watan.
- Brachyscome nova-anglica G.L.R.Davis
- Brachyscome obovata G.L.R.Davis
- Brachyscome oncocarpa Diels
- Brachyscome papillosa G.L.R.Davis
- Brachyscome parvula Hook.f.
- Brachyscome perpusilla (Steetz) J.M.Black
- Brachyscome petrophila G.L.Davis
- Brachyscome procumbens G.L.Davis
- Brachyscome ptychocarpa F.Muell.
- Brachyscome pusilla Steetz
- Brachyscome radicans Steetz
- Brachyscome radicata Hook.f.
- Brachyscome rara G.L.R.Davis
- Brachyscome readeri G.L.R.Davis
- Brachyscome rigidula (DC.) G.L.R.Davis
- Brachyscome riparia G.L.R.Davis
- Brachyscome scapigera
- Brachyscome segmentosa C.Moore & F.Muell.
- Brachyscome sieberi DC.
- Brachyscome smithwhitei P.S.Short & Watan.
- Brachyscome spathulata Gaudich.
- Brachyscome stolonifera G.L.R.Davis
- Brachyscome stuartii Benth.
- Brachyscome tatei J.M.Black
- Brachyscome tenuiscapa Hook.f.
- Brachyscome tesquorum J.M.Black
- Brachyscome tetrapterocarpa G.L.R.Davis
- Brachyscome trachycarpa F.Muell.
- Brachyscome uliginosa G.L.R.Davis
- Brachyscome whitei G.L.R.Davis
- Brachyscome xanthocarpa D.A.Cooke